# 尤爾琴基
49°30′24″N 27°36′47″E / 49.50667°N 27.61306°E
尤爾琴基（烏克蘭語：Юрченки）是位於烏克蘭西部的村莊，由赫梅利尼茨基州裡赫梅利尼茨基區的萊蒂奇夫市鎮負責管轄。該村面積0.99平方公里，海拔高度288米，2001年該村落人口338。